# Luftseilbahn Fanas–Eggli

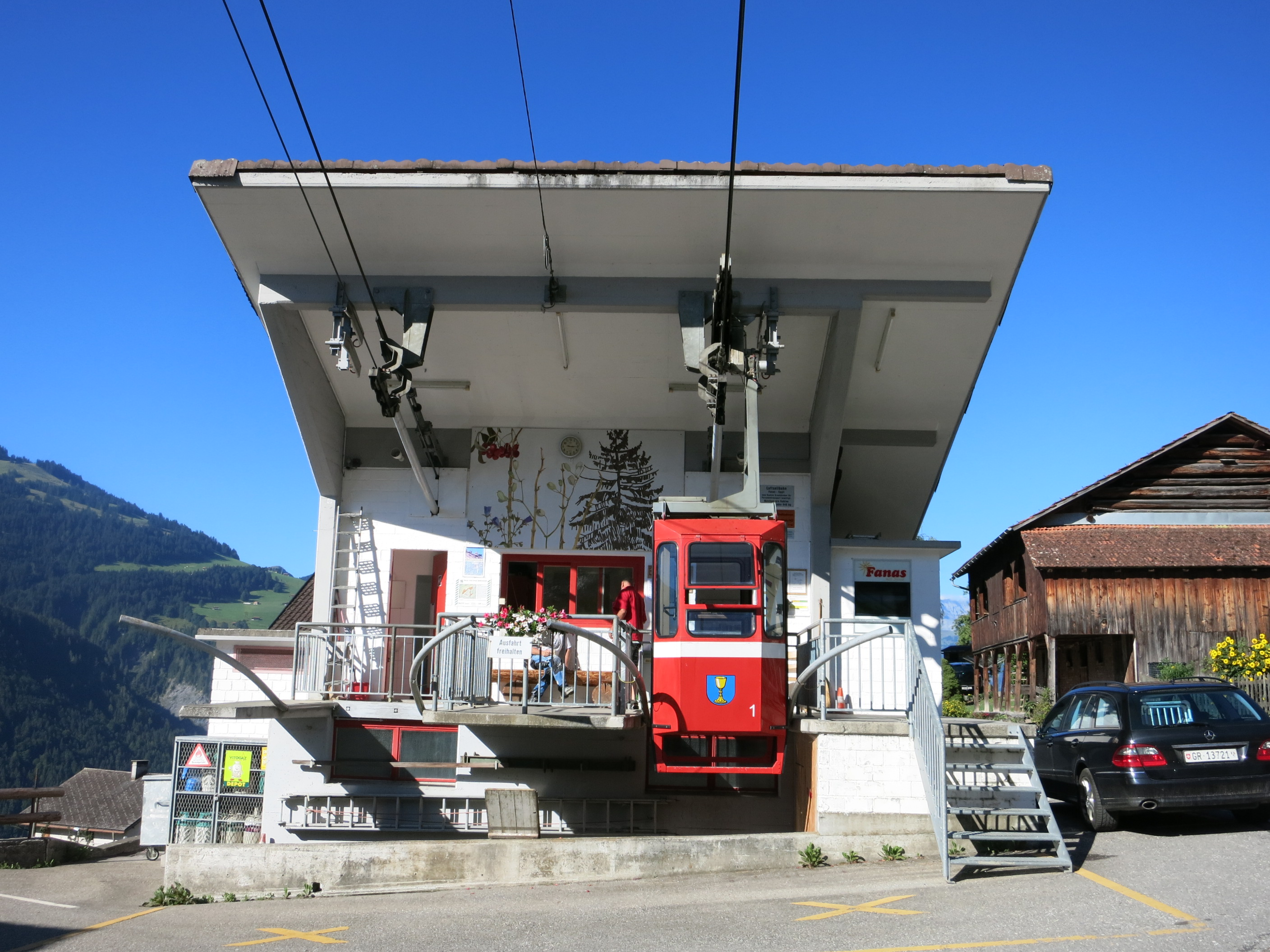
Talstation in Fanas

Die Luftseilbahn Fanas–Eggli (auch «Egglibahn») in Fanas im Prättigau ist eine ganzjährig betriebene Luftseilbahn von der Talstation Fanas (920 m ü. M.) bis zum Maiensäss Eggli (1700 m ü. M.) am Sassauna (2300 m ü. M.). Die Fahrzeit dauert rund 13 Minuten, und die Bahn hat drei Stützenausstiege. Oberhalb der Bergstation steht das Bergrestaurant Sassauna.

## Geschichte
Die Egglibahn hat ihren Ursprung im Zweiten Weltkrieg und diente damals der Versorgung der Grenztruppen. Das Infanteriewerk Girenspitz Ost (A 6287) wurde mit integrierter Seilbahnbergstation beim Girenfürggli (2122 m ü. M.) nordöstlich von Schuders ab Juni 1940 gebaut (Militärseilbahn MSB95/Z406: Talstation Stägentobel (B1859) – Bergstation Girenfürkli).
1947 beschloss die Gemeindeversammlung von Fanas, die alte Bahn von der Gemeinde Schuders zu kaufen. Im Jahre 1949 wurde sie am jetzigen Standort aufgebaut und als Materialtransportbahn in Betrieb genommen, um die Vorwinterungen und Maiensässe neben dem steilen Schlittenweg besser zu erschliessen. Mit der kantonalen Konzession von 1951 durften auch Personen befördert werden, die auf den Maiensässen arbeiteten.
1953 wurden für die allgemeine Personenbeförderung die ersten Fahrkarten verkauft, aber aus sicherheitstechnischen Gründen wurde die Bewilligung 1959 wieder zurückgenommen. 1960 entschied sich die Gemeindeversammlung, anstelle einer Strasse in die Maiensäss die Seilbahn zu erneuern. Die 1964 in Betrieb genommene Bahn konnte vier Personen oder 800 kg Material transportieren.
1992 wurde die Bahn auf den neuesten technischen Stand gebracht (Steuerung, Zugseilüberwachung, hydraulische Bremsanlage usw.) und neue Kabinen für acht Personen gekauft.
Die Bahn ist von einer Landwirtschaftsbahn zu einer Ausflugsbahn geworden, die jährlich 12'500 Personen transportiert (Stand 2018), davon sind 11'000 Touristen wie Gleitschirm- und Deltaflieger, Wanderer, Ferienhausbesitzer oder Restaurantbesucher.